# Щеминки
Щеминки (лат. Clausilia) — род наземных лёгочных улиток из семейства Clausiliidae.
Характеризуется раковиной вытянутой веретеновидной формы, с многочисленными оборотами и загибом на левую сторону, и присутствием особой известковой крышечки (clausilium). Крышечка эта прикрепляется к раковине эластическим тяжем, позволяющим отодвигаться крышечке, когда моллюск высовывается из раковины. Крышечка при этом ложится в особое углубление раковины. Когда моллюск прячется в раковину, она захлопывается. 
Виды:
- Clausilia bidentata (Strøm, 1765)
- Clausilia cruciata (Studer, 1820)
- Clausilia dubia Draparnaud, 1805
- Clausilia pumila Pfeiffer, 1828
- Clausilia rugosa (Draparnaud, 1801)
- Clausilia whateliana Charpentier, 1850